# Mayisad (kommun)
Mayisad är en kommun i Haiti.   Den ligger i departementet Centre, i den centrala delen av landet, 70 km norr om huvudstaden Port-au-Prince.